# Novellara
Novellara is een gemeente in de Italiaanse provincie Reggio Emilia (regio Emilia-Romagna) en telt 12.793 inwoners (31-12-2004). De oppervlakte bedraagt 58,2 km², de bevolkingsdichtheid is 205 inwoners per km².
De volgende frazioni maken deel uit van de gemeente: Bettolino, Carrobbio, Colombaia, La Bernolda, Minghella, Mulino di Sotto, San Bernardino, Santa Maria-San Giovanni.

## Demografie
Novellara telt ongeveer 5040 huishoudens. Het aantal inwoners steeg in de periode 1991-2001 met 6,0% volgens cijfers uit de tienjaarlijkse volkstellingen van ISTAT.
| Jaar | Inwoneraantal |
| ---- | ------------- |
| 1991 | 11.235        |
| 2001 | 11.912        |

## Geografie
Novellara grenst aan de volgende gemeenten: Bagnolo in Piano, Cadelbosco di Sopra, Campagnola Emilia, Correggio, Guastalla, Reggiolo.